# کشتی هوایی صلب

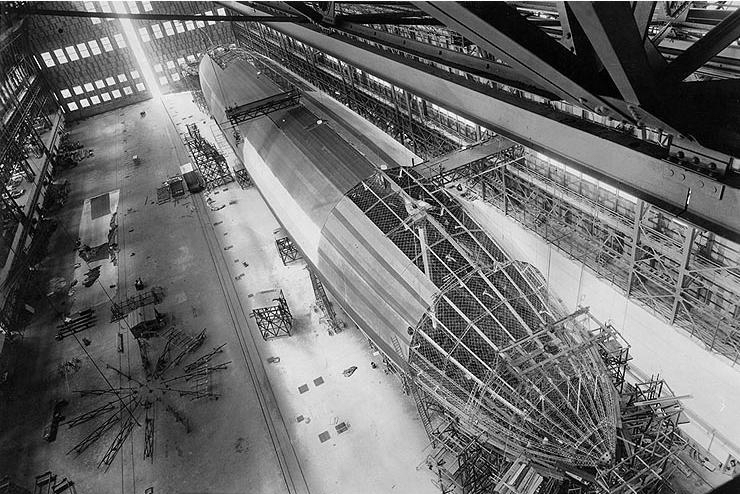
کشتی هوایی ZR-1 در حال ساخت. چارچوب صُلب آن در تصویر دیده می‌شود

کشتی هوایی صُلب (انگلیسی: Rigid airship) نوعی از کشتی هوایی است که مخزن هوای آن توسط چارچوبی درونی پشتیبانی و شکل آن حفظ می‌شود. این برخلاف کشتی هوایی بادکنکی است که فشار گاز درون مخزن شکل مخزن هواایست را حفظ می‌کند.
کشتی‌های هوایی صلب معمولاً زپلین خوانده می‌شوند، هرچند در واقع زپلین فقط نام کشتی‌های هوایی ساخته‌شده توسط لوفت‌شیفباو زپلین است.
این نوع از کشتی‌های هوایی از اوایل دههٔ ۱۹۰۰ میلادی تا دههٔ ۱۹۳۰ تولید شده و مورد استفاده قرار می‌گرفتند، اما دوران اوج آن‌ها با حادثهٔ آتش گرفتن کشتی هوایی هیندنبورگ ال‌زد ۱۲۹ در ۶ می ۱۹۳۷ پایان یافت.